# Johannes Bähr (Theologe)
Johannes Bähr (* 28. August 1767 in Heidelberg; † 4. April 1828 in Karlsruhe) war ein evangelischer Theologe und Prälat der Evangelischen Landeskirche in Baden.

## Leben und Beruf
Bähr wurde als Sohn eines aus Rapperschwyhl in der Schweiz eingewanderten Bäckermeisters und späteren Spitalverwalters in Heidelberg geboren. Er gehörte dem reformierten Bekenntnis an. In Heidelberg besuchte er die Volksschule und das reformierte Gymnasium. Anschließend studierte er Theologie in Heidelberg und Halle (Saale). 1786 legte er sein Staatsexamen ab und wurde danach Hauslehrer an verschiedenen Orten. 1790 trat er seine erste Pfarrstelle in Darmstadt an. In jener Zeit heiratete er Philippine Koch, die Tochter eines Beamten. Das Paar bekam zwei Söhne, darunter der spätere Altphilologe Johann Christian Felix Bähr.   
1799 wechselte er von Darmstadt an die Heiliggeistkirche nach Heidelberg. Hier wurde er später Inspektor der Diözese (heute Kirchenbezirk) Unterheidelberg (später in Ladenburg). Er beteiligte sich intensiv am Vereinigungsprozess der lutherischen und reformieren Kirche in Baden, die 1821 zur Union beider Kirchen führte. Er gehörte ab 1821 auch der ersten Generalsynode der vereinigten badischen Landeskirche an.
1822 wurde er in die evangelische Kirchensektion beim Ministerium des Innern berufen und damit Nachfolger des verstorbenen Ministerialrats Ewald. Als im September 1826 Prälat Johann Peter Hebel verstarb, wurde Bähr von Großherzog Ludwig zu dessen Nachfolger ernannt. Er war damit geistlicher Leiter der Landeskirche. An seiner Seite stand noch der weltliche Direktor, Staatsrat Dr. Ludwig Georg Winter. Schon ein knappes Jahr nach seinem Amtsantritt erkrankte Bähr, so dass er sein Amt nur noch unter beschwerlichen Bedingungen erfüllen konnte. Er verstarb dann bereits im April 1828.
Bähr arbeitete neben seiner hauptamtlichen Tätigkeit auch an einem neuen Katechismus für die badische Landeskirche. Doch kam sein Entwurf nicht zur Einführung.